# Fodé Soriba Camara
Pour les articles homonymes, voir Camara.
Fodé Soriba Camara, né en 1929 à Kankan, est un imam, diplomate et un homme politique guinéen.

## Biographie
Fodé Soriba Camara est né en 1929 à Kankan. Il fonde la première médersa à Nzérékoré.
Il a été Ministre des Affaires islamiques dans les années 1970 et 1980 sous le régime du président Ahmed Sekou Touré,,,, dont il a été son interprète officiel du français en arabe. 
Il est le premier ambassadeur de la Guinée en Libye et a été pendant 10 ans le premier secrétaire général de l'ambassade de la Guinée en Arabie saoudite. Il a été le premier imam de la grande mosquée de Conakry.